# Jugosocythereis
Jugosocythereis is een geslacht van kreeftachtigen uit de klasse van de Ostracoda (mosselkreeftjes).

## Soorten
- Jugosocythereis bermejoensis Carreno & Cronin, 1993 †
- Jugosocythereis borchersi (Hartmann, 1964) Malz, 1986
- Jugosocythereis canaliculata Holden, 1976 †
- Jugosocythereis hanaii Nohara, 1987 †
- Jugosocythereis henryhowei Mckenzie, 1989
- Jugosocythereis lactea (Brady, 1866) Holden, 1976
- Jugosocythereis laresensis Bold, 1965 †
- Jugosocythereis lebanonensis (Howe, 1951) Puri, 1957 †
- Jugosocythereis macropora (Bosquet, 1852) Ducasse, Guernet & Tambareau, 1985 †
- Jugosocythereis mediterranea (Ruggieri, 1962) Ruggieri, 1972 †
- Jugosocythereis monrealensis Carreno & Cronin, 1993 †
- Jugosocythereis pannosa (Brady, 1869) Bold, 1963
- Jugosocythereis pennata (LeRoy, 1943)
- Jugosocythereis prava (Baird, 1850) Hanai, Ikeya & Yajima, 1980
- Jugosocythereis spinosa Bold, 1965 †
- Jugosocythereis tricarinata Puri, 1957 †
- Jugosocythereis venulosa Holden, 1967 †
- Jugosocythereis vicksburgensis (Howe & Law, 1936)